# Las Ceibitas
Las Ceibitas är en ort i Mexiko.   Den ligger i kommunen General Canuto A. Neri och delstaten Guerrero, i den södra delen av landet, 150 km sydväst om huvudstaden Mexico City. Las Ceibitas ligger 1 391 meter över havet och antalet invånare är 113.
Terrängen runt Las Ceibitas är lite bergig. Runt Las Ceibitas är det ganska glesbefolkat, med 26 invånare per kvadratkilometer. Närmaste större samhälle är Tetzilacatlán, 12,9 km sydost om Las Ceibitas. I omgivningarna runt Las Ceibitas växer huvudsakligen savannskog.